# Juan Hernández
Juan Hernández Ramírez (Città del Messico, 8 marzo 1965) è un ex calciatore messicano, di ruolo difensore.

## Carriera

### Club
Con l'Club América ha vinto il campionato del 1987-1988 e quello del 1988-1989.
Nel 2009, durante il 93º anniversario della società, è stato inserito nella Hall of Fame dei giocatori.

### Nazionale
Sceso in campo 36 volte, per un totale di 2 gol siglati con la nazionale messicana dal 1987 al 1993, Hernández ha anche disputato due CONCACAF Gold Cup (1991 e 1993, quest'ultima vinta dal Messico), e una Copa América, nel 1993.